# Bạo lực sinh bạo lực

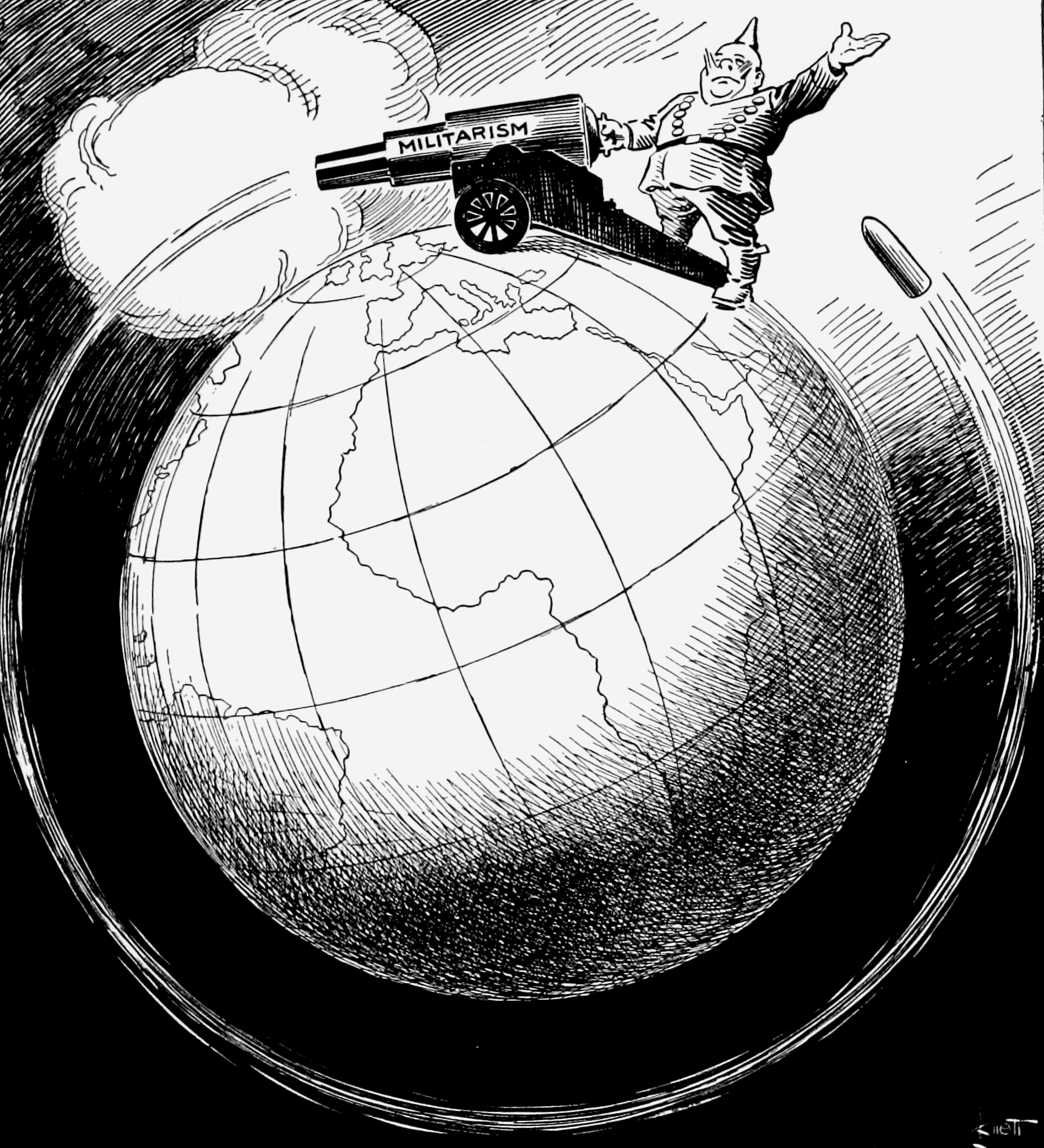
Nó bắn xa hơn anh ấy tưởng bởi John F. Knott, tháng 3 năm 1918.

Cụm từ bạo lực sinh bạo lực (tiếng Anh: violence begets violence) mang ý nghĩa hành động bạo lực sẽ thúc đẩy hành động bạo lực khác như một hệ quả tất yếu. Cụm từ này đã được sử dụng từ đầu thế kỷ 19.

Bạo lực sinh bạo lực là một khái niệm được mô tả trong Phúc Âm Mátthêu, câu 26:52. Đoạn văn mô tả một sứ đồ (được xác định trong Phúc Âm Gioan là Phêrô) rút kiếm để chống lại việc bắt giữ Giêsu nhưng được yêu cầu tra vũ khí vào lại vỏ:
Chúa Giêsu nói với ông: “Hãy trả gươm vào đúng vị trí của nó vì tất cả những ai cầm gươm sẽ chết vì gươm”.

## Lời của Martin Luther King Jr.
Martin Luther King Jr. (1929–1968) từng sử dụng cụm từ này trong câu nói của ông:
Thù hận sinh thù hận; bạo lực sinh bạo lực; sự kiên cường sinh ra một sự kiên cường lớn hơn. Chúng ta phải đối mặt với các thế lực của sự thù hận bằng tình yêu... Mục tiêu của chúng ta không bao giờ là đánh bại hoặc sỉ nhục người da trắng, mà là để giành được tình bạn và sự thấu hiểu của họ.

Điểm yếu chí mạng của bạo lực là nó là một vòng xoáy đi xuống, sinh ra chính thứ mà nó tìm cách tiêu diệt, thay vì giảm bớt cái ác, bạo lực lại nhân nó lên gấp bội. Thông qua bạo lực, bạn có thể giết chết kẻ nói dối, nhưng bạn không thể giết chết sự dối trá cũng như không thể xác lập được sự thật. Thông qua bạo lực, bạn có thể giết chết kẻ thù ghét, nhưng bạn không giết chết sự thù hận. Trên thực tế, bạo lực chỉ làm tăng thêm sự thù hận. Đáp trả bạo lực bằng bạo lực sẽ nhân nó lên gấp bội, thêm bóng tối sâu thẳm vào một đêm vốn đã không có sao. Bóng tối không thể xua đuổi được bóng tối; chỉ có ánh sáng mới có thể làm được điều đó. Thù hận không thể xua đuổi thù hận; chỉ có tình yêu mới có thể làm được điều đó.